# Universitat de Hèlsinki
La Universitat de Hèlsinki (en finès Helsingin yliopisto, abreujat HY; en suec Helsingfors universitet, abreujat HU) és una universitat pública a Hèlsinki, la més gran de Finlàndia en nombre d'estudiants i de facultats. Va ser fundada a la ciutat de Turku el 1640 com a Reial Acadèmia d'Åbo sota l'Imperi Suec, i es va traslladar a Hèlsinki el 1828 sota el patrocini del tsar Alexandre I. El 2020, uns 31.600 estudiants estaven matriculats als programes de grau de la universitat repartits en 11 facultats i 11 instituts de recerca.
A partir de l'1 d'agost de 2005, la universitat compleix amb l'estructura harmonitzada del Procés de Bolonya en l'àmbit europeu i ofereix títols de grau, màster, llicenciat i doctorat. L'accés als estudis de grau es determina habitualment per proves d'accés, en el cas dels graus, i pels resultats previs del grau, en el cas de màsters i postgraus.
La universitat és bilingüe, amb ensenyament per llei impartit tant en finès com en suec. Com que el suec, encara que és una llengua oficial de Finlàndia, és una llengua minoritària, el finès és, amb diferència, la llengua dominant a la universitat. L'ensenyament en anglès és àmplia a tota la universitat pel que fa als màsters, llicenciatures i doctorats, la qual cosa la converteix en una tercera llengua d'instrucció de facto.
És membre de diverses xarxes universitàries internacionals destacades, com Europaeum, UNICA, la Xarxa d'Utrecht, i és membre fundador de la League of European Research Universities. La universitat també ha rebut suport financer internacional per al benestar global; per exemple, el setembre de 2021, el Departament de Defensa dels EUA va proporcionar a la universitat més de quatre milions d'euros en finançament per al tractament dels gens MYC i el càncer de mama.